# کلیساکندی
کلیساکندی در بخش دشتک شهرستان چالدران استان آذربایجان غربی واقع شده است.

## جمعیت
طبق سرشماری سال ۱۳۹۰ جمعیت این شهر ۱٬۵۱۶ نفر بوده است. این روستا در تاریخ ۲۰/۶/۱۳۸۱ مطابق مصوبه هیئت دولت به شهر آواجیق تغییر نام داد.
آواجیق که دراصطلاح محلی به آن محال آواجیق گفته می‌شود بالغ بر۴۰ روستا است که اکثر این روستاها با ترکیه هم‌مرز می‌باشند کلیساکندی بزرگ‌ترین آبادی محال آواجیق ازنظر جمعیت است که فاصلهٔ آن با شهر ماکو ۳۰ کیلومتر و با شهر چالدران ۴۰ کیلومتر است از مناظر طبیعی آواجیق می‌توان آبشار شرشر و تفرجگاه شیرین بلاغ، غارهای سنگی و چشمه‌های داشبلاغ و زی سو را نام برد. ییلاقات آواجیق در بهار و تابستان با انواع گیاهان و گل‌های وحشی و چشمه‌ها و هوای خنک یکی از ییلاقات شمال غرب است.
نام کنونی منطقه آواجیق که از منظر تقسیمات کشوری یکی از بخش‌های شهرستان چالدران است، بخش دشتک است که مرکز آن شهر آواجیق است.
از نام‌های قدیمی آواجیق نیز می‌توان به اسلام کندی و زردشت اشاره کرد.
عمده شهرت این منطقه به نام کلیساکندی، به علت وجود یک کلیسای باستانی با قدمتی بسیار کهن در موقعیت تقریبی مرکز شهر کنونی است که متأسفانه اکنون هیچ اثری از بنای تاریخی کلیسا به چشم نمی‌خورد.